# Joe Chill
Joe Chill är en småskurk från DC Comics som rånmördade Bruce Waynes/Batmans föräldrar och var orsaken till att Bruce bestämde sig för att ägna sitt liv åt att bekämpa brottslighet. Efter att DC Comics gjorde om Batmans förflutna i Zero Hour, publicerad 1994, ändrades detta dock, och Batman var inte längre säker på vem som mördade hans föräldrar. Detta ändrades dock igen i Infinite Crisis där det konstaterades att Chill mördade paret Wayne. Att Jokern är mördaren är en uppgift som bara figurerar i filmen Batman från 1989. I filmen Batman Begins från 2005 (där Chill spelas av Richard Brake), tillhör Chill maffian och är en torped till maffiabossen Carmine Falcone.